# Alyxia parvifolia
Alyxia parvifolia là một loài thực vật có hoa trong họ La bố ma. Loài này được (Merr.) Merr. mô tả khoa học đầu tiên năm 1909.